# Inge Grünwaldt-Svensson
Inge Grünwaldt-Svensson eller Inge Reib-Svensson, född 14 mars 1942 i Köpenhamn, är en dansk-svensk målare och grafiker.
Hon är dotter till Karl Heints Grünwaldt Andersen och Lilian Reib och från 1961 gift med Ingemar Svensson. Efter sitt giftermål flyttade hon till Stockholm. Reib-Svensson studerade för Søren Hjorth Nielsen vid Det Kongelige Danske Kunstakademi 1959–1961 och under studieresor till Tyskland, Italien och Grekland. Hon medverkade i Kunstnernes Efteraarsudstilling i Köpenhamn i slutet av 1950-talet och Föreningen Graphicas utställning Ung grafik i Lund samt samlingsutställningar arrangerade av Sveriges allmänna konstförening. Hennes konst består av skiftande motiv i olja, grafik eller akvarell.